# Liquid funk
Liquid funk, ook wel liquid drum and bass of liquid genoemd, is een subgenre van drum and bass. Hoewel met liquid meerdere stijlen kunnen worden bedoeld, typeert het subgenre zich met meer melodische variaties en het veelvuldig gebruik van samples uit soul, jazz, funk, pop, disco, techno en house. Muziek van liquid platenlabels zoals Shogun Audio, The North Quarter en Fokuz Recordings zijn harmonieuze en rustige varianten van drum and bass waarbij de ondersteunende bassline meestal gelijkwaardig blijft gedurende het stuk. De artiesten zorgen voor voldoende variatie door een rustig opbouwende intro voorop te plaatsen die dan overgaat in een zachte tot een licht ophitsende bassline. Hoewel veel stukken geen songteksten bevatten, kenmerkt liquid zich vaak door het gebruik van korte vocale samples of teksten. Het gebruik van rap via een MC wordt ook minder gebruikt in dit subgenre.

## Geschiedenis
In 2000 gaf Fabio een compilatie uit genaamd Liquid Funk op zijn label Creative Source. Hierin kwam de nieuwe soort drum and bass al naar voren. In 2003-2004 begon, na een trage opgang, de stijl aan populariteit in te winnen. Liquid funk was in 2005 al gevestigd als meest verkopende subgenre in de drum and bass. Dit kwam door labels als Good Looking Records, Hospital Records, Liquid V, Shogun Audio en Fokuz Recordings. Naast deze labels waren er ook veel artiesten die meegingen met de stroom, zoals High Contrast, Logistics, Nu:Tone, London Elektricity en Danny Byrd als de toen en nu ook nog voornaamste artiesten.
In 2006-2009 kwam er een nieuwe golf met artiesten zoals Eveson, Alix Perez, Lenzman, Spectrasoul en Bachelors of Science. Deze artiesten brachten een nieuw geluid in de drum-and-bassscene. De oprichting van het Nederlandse liquid drum and bass label Liquicity door Maris Goudzwaard en Mark van der Schoot (ook bekend als Maduk) in 2011 geniet tevens ook toenemende populariteit. Daarnaast organiseert Liquicity onder dezelfde naam jaarlijks evenementen en festivals in Nederland en daarbuiten, in het verleden onder andere in Amsterdam, Londen, Antwerpen, Praag en Bratislava.

## Voorbeelden
- 4hero
- High Contrast
- Netsky
- Seba (dj)
- Total Science
- Maduk
- Hybrid Minds